# Vesna Velkovrh Bukilica
Vesna Velkovrh Bukilica, slovenska literarna prevajalka, * 1961.
Sicer po izobrazbi umetnostna zgodovinarka prevaja leposlovna in družboslovna dela iz angleščine, španščine in francoščine, več filozofskih člankov in kratkih zgodb tudi iz italijanščine. Je prejemnica Sovretove nagrade leta 2004 in nagrade španskega veleposlaništva v Sloveniji EsAsi leta 2014.
Poleg prevajanja je bila od leta 1989 naprej dejavna tudi kot publicistka oz. urednica pri reviji M'ARS (Moderna galerija, Ljubljana), časopisu Slovenec (1991-1994) ter glasilu MOL Ljubljana (2001-2006), sodelovala pa je tudi pri drugih projektih, kot je izbira likovne opreme za revijo Tretji dan (1995-2003), vrsto knjig ter beril za srednje in osnovne šole.

## Življenje
Pri petih letih se je s starši in bratom za dve leti in pol preselila v Kolumbijo v Bogoto in se pri dvanajstih ponovno vrnila za pet let. Sama pravi: »Kakor hitro sem šla v šolo, je začela španščina naglo prevladovati v mojem izražanju; in ko sem mami hotela povedati, kaj vse se mi je zgodilo tistega dne, sem ji to izbrbljala v španščini. Ampak mama je vsakokrat vztrajala, da ji isto povem še v slovenščini.«
Že kot majhna deklica je zelo rada prebirala vse po vrsti, skupaj s prijateljico pa sta celo »izdajali« časopis. Pri štirinajstih letih je prvič začutila željo, da bi prevajala. Sama se je lotila prevajanja učbenika o Južni Ameriki, kot darila za svojo teto, a jo je zaradi obsežnosti dela navdušenje hitro minilo. Tako je nadaljevala s še nekaj deli - prevajala je iz španščine v angleščino. Prvi dokončani (ljubiteljski, neobjavljen) prevod so bile Kosovelove pesmi, ki jih je prevedla v španščino.
Poklicno je začela prevajati pri Pomurski založbi leta 1989.

## Prevedena dela
- Thomas Piketty: Kapital v 20. stoletju
- Jorge Bucay: Zgodbe za razmislek
- Isabel Allende: Hiša duhov
- Milza Pierre: Zgodovina Italije
- Jonathan Littell: Sojenice
- Michel Henry: Jezusove besede
- Muriel Romana: Marko Polo. 1, Beneška karavana
- Muriel Romana: Marko Polo. 2, Onstran Velikega zidu
- Muriel Romana: Marko Polo. 3, Tiger edmerih morij
- René Girard: Gledam satana, ki kakor blisk pada z neba
- Roa Bastos: Jaz, vladar
- Eduardo Mendosa: Mesto čudes
- Jorge Luis Borges: Priča
- Jorge Luis Borges: Druge raziskave
- Julio Cortázar: Hudičeva slina
- Julio Cortázar: Ristanc
- Enrique Vila-Matas: Bartleby & Co.
- Michel de Certeau: Bela ekstaza: izbrani spisi o krščanski duhovnosti
- Diego Maradona: El Diego
- Geraldine McCaurghean: Ni konec sveta
- Nathan Wachtel: Pogled premaganih: perujski domorodci ob španski osvojitvi 1530-1570
- Pince Hélène, Pince Robert: Zgodovina znanosti in tehnike
- Peter S. Beagle: Poslednji samorog
- Carmen de Posadas: Majhne podlosti
- Marijan Molè: Muslimanski mistiki
- Marco Denevi: Rosaura ob desetih
- Winfried Georg Sebald: Izseljeni
- Susan Sontag: O fotografiji
- Vasilios Tatakis: Bizantinska srednjeveška misel
- Henry Corbin: Zgodovina islamske filozofije
- Gérard Sévérin, Françoise Dolto: Evangelij na rešetu psihoanalize
- Zoé Valdés: Dala sem ti vse življenje
- José Lezama Lima: Paradiso
- Adolfo Bioy Casares: Morelov izum
- Adolfo Bioy Casares: Junak ženskih sanj
- Yves Thoraval: Islam
- Gabriel García Márquez: Poročilo o ugrabitvi
- Gabriel García Márquez: O ljubezni in drugih demonih
- Rómulo Gallegos: Canaima
- Mircea Eliade: Zgodovina religioznih verovanj in idej